# Cristiano Sociali
Społeczni Chrześcijanie (wł. Cristiano Sociali, CS) – włoska centrolewicowa i chadecka partia polityczna, działająca w latach 1993–1998, a następnie frakcja polityczna w głównych ugrupowaniach włoskiej lewicy.
Ugrupowanie powstało w 1993 w okresie licznych przemian na włoskiej scenie politycznej, które doprowadziły do upadku większości funkcjonujących partii. Zostało założone przez lewicowych działaczy Chrześcijańskiej Demokracji, wśród których znaleźli się Pierre Carniti i Ermanno Gorrieri. Partia przystąpiła do Sojuszu Postępowców, nawiązując bliską współpracę z postkomunistyczną Demokratyczną Partią Lewicy (PDS). W 1998 partia współtworzyła oparte na PDS ugrupowanie Demokraci Lewicy i przekształciła się w ruch polityczny (w 2003 na jego czele stanął deputowany Mimmo Lucà). Po powołaniu w 2007 Partii Demokratycznej formacja stała frakcją w jej ramach.
Według własnych deklaracji Społeczni Chrześcijanie liczyli w 2003 około 5,5 tysiąca członków. Formacja od początku uzyskiwała kilkuosobową reprezentację w parlamencie.